# Cayratia
Cayratia é um género botânico pertencente à família Vitaceae.

## Espécies
- Cayratia acris (F. Muell.) Domin
- Cayratia debilis (Baker) Suess.
- Cayratia delicatula (Willems) Desc.
- Cayratia geniculata (Blume) Gagnep.
- Cayratia gracilis (Guill. & Perr.) Suess.
- Cayratia ibuensis (Hook.f.) Suess.
- Cayratia japonica (Thunb.) Gagnep.
- Cayratia trifolia (L.) Domin

1. ↑  «Cayratia — World Flora Online». www.worldfloraonline.org. Consultado em 19 de agosto de 2020